# Никколо делла Скала
Никколо делла Скала (итал. Niccolò della Scala, 1267 — 5 ноября 1296) — политический деятель средневековой Италии, правитель Корлиано из рода Скалигеров.

## Биография
Никколо делла Скала был единственным законным сыном правителя Вероны, итальянского кондотьера Мастино I делла Скала. В  1279 году Никколо участвовал в захвате Сирмионе, в котором проживали многочисленные сторонники секты патаренов, сторонников Клюнийской реформы, которые отрицали главенство Римского папы над церковью и выступали против богатства и власти церкви и монастырей. В благодарность за разгром еретиков Скалигеры получили от Папы Римского Николая III за́мок Иллази .
В 1292 году он был избран подеста́ Мантуи, покинул этот пост после того как Барделлоне деи Бонакольси захватил власть в городе.
В 1294 году, по случаю заключения мира между Скалигерами и д’Эсте, Альберто I делла Скала посвятил в рыцари Никколо делла Скала.
Умер Никколо делла Скала 5 ноября 1296 года.

## Семья
Никколо делла Скала был женат на Самаритане деи Бонакольси. В этом браке было пятеро детей:
- Пьетро
- Франческино — правитель Корлиано (с 1304 года)
- Альбоина
- Франческа
- Джилия (ум. после 1298 года)[1]